# Assawé
Assawe est un village du Cameroun située dans la région de l'Adamaoua et le département de Mayo-Banyo. Il fait partie de la commune de Banyo et du lamidat de Banyo. 

## Population

### Démographie
Lors du recensement de 2005, on y a dénombré 1 259 personnes. 
D'après le plan communal de développement de la commune de Banyo daté de août 2015, Assawe compte 1 200 habitants dont 500 hommes et 700 femmes. 
La population des enfants se répartit de la façon suivante : 
128 nourrissons (0 à 35 mois),  203 enfants (0 à 59 mois),  78 enfants (4 à 5 ans), 281 enfants (6 à 14 ans),  222 adolescents (12 à 19 ans), 416 jeunes (15 à 34 ans).

## Éducation
L'école publique du village compte 160 élèves dont 55 filles et 105 garçons. 1 enseignant contractuel et 2 maîtres parents ne disposent pas de salles de classe.